# Пятнистый линзанг
Пятнистый линзанг, или пятнистый линсанг (лат. Prionodon pardicolor) — вид млекопитающих семейства Prionodontidae.
Пятнистый линзанг родом из Центральных и Восточных Гималаев. Он имеет короткое стройное тело светлой окраски с острой головой и небольшими конечностями. Он поджидает свою добычу, затаившись лёжа на животе. Из-за тонкого тела его часто принимают за змею. Питается насекомыми, ящерицами, птицами и мелкими млекопитающими. Весит менее 1 кг.

## Подвиды
- Prionodon pardicolor pardicolor Hodgson, 1842
- Prionodon pardicolor presina Thomas, 1925